# Jindřich Vančura
Jindřich Vančura (31. srpna 1855 Klatovy – 2. ledna 1936 Praha) byl český středoškolský profesor, historik a překladatel z francouzštiny. Je především překladatelem díla Ernesta Denise do češtiny a autorem podrobných dějin města Klatov.

## Život

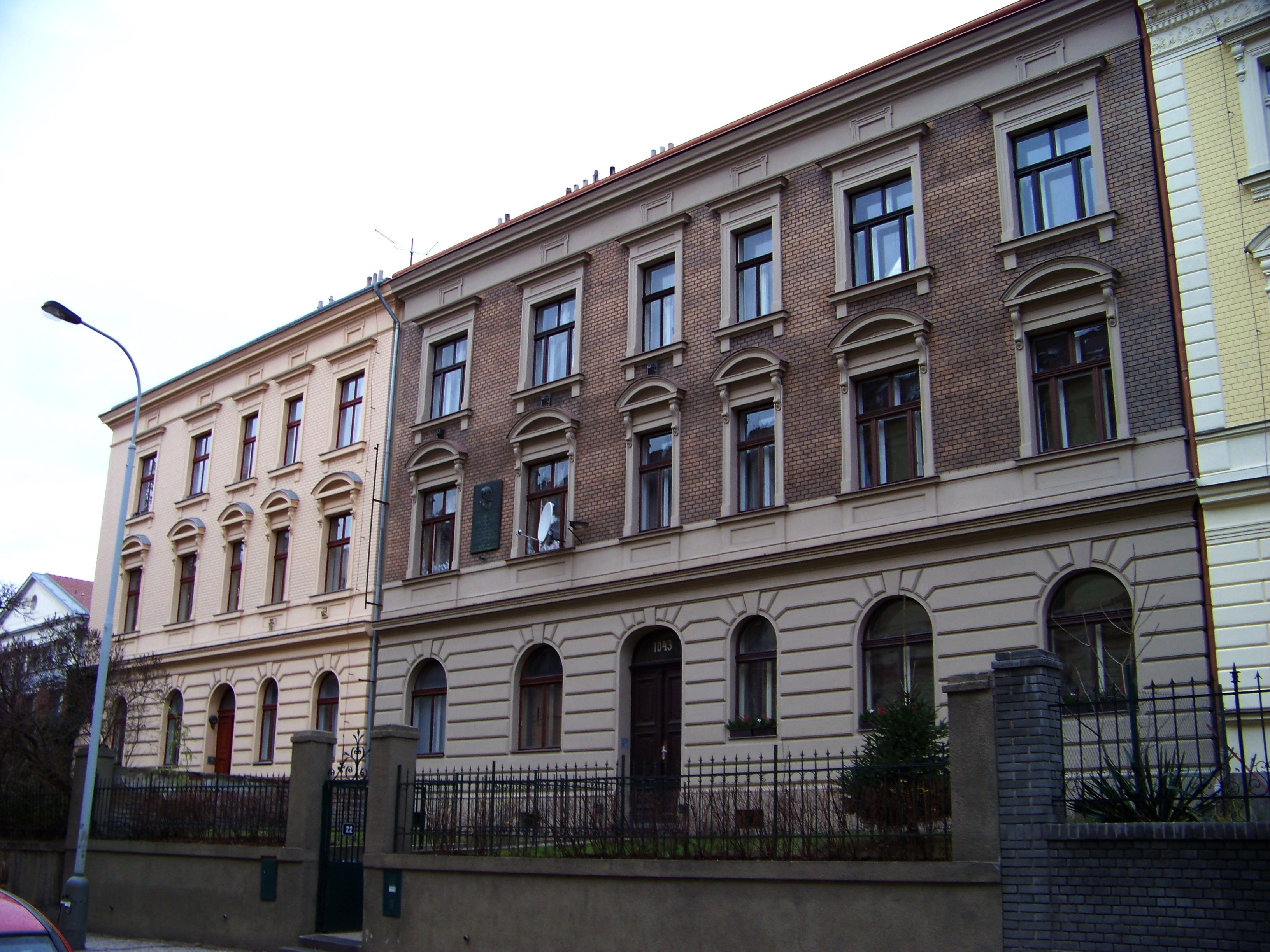
Dům na Smíchově, kde Jindřich Vančura tvořil a zemřel

Narodil se v rodině klatovského truhlářského mistra Matěje Vančury a jeho manželky Evy, rozené Höšlové. Vystudoval gymnázium v Klatovech, kde se spřátelil s Karlem Hostašem, a poté na Universitě Karlově historii, zeměpis, románské jazyky a angličtinu. V listopadu 1890 promován na doktora filosofie. Působil jako středoškolský profesor dějepisu a zeměpisu v Praze (1879–1884), Kolíně (1884–1891), Hradci Králové (1891–1897) a od roku 1897 opět v Praze na smíchovském reálném gymnáziu, které roku 1936 přijalo jeho jméno do svého názvu.

### Rodinný život
V srpnu 1885 se oženil, manželka Jiřina, rozená Nekutová, pocházela z Chýnova. Manželé Vančurovi měli dceru Stanislavu (Ašu), provdanou Jínovou (1. prosince 1888 – 20. února 1964).
Zemřel v Praze, jeho urna byla uložena v rodných Klatovech.

## Dílo
Patřil ke stoupencům T. G. Masaryka ve sporech o pravosti rukopisů Královédvorského a Zelenohorského i ve sporu o smysl českých dějin. Na toto téma napsal řadu článků v časopisech Athenaeum, Naše Doba i jiných.
Přeložil do češtiny dílo Ernesta (Arnošta) Denise. Denisovy Čechy po Bílé hoře  (La Bohême depuis la Montagne-Blanche) doplnil rozsáhlými poznámkami. Je rovněž autorem monografie o Denisovi, která vyšla v roce 1923 v edici Zlatoroh.

### Vlastní díla (pouze první vydání)
- Pokud v kronice tak řečeného Dalimila užito jest podání ústního (Kolín, Obecné reálné a vyšší gymnázium, 1884)
- Arnošt Denis a životní jeho dílo o dějinách českých (Úv. stať k dílu Arnošt Denis: Čechy po Bílé Hoře, Praha, Bursík a Kohout, 1905)
- Almanach vzpomínek býv. žáků gymnasia klatovského; Praefektové a ředitelové gymn. klatovského 1812-1912, (na oslavu 100 let. jub. znovuotevř. tohoto ústavu uspořádal Jindřich Vančura, Klatovy, Nákladem rodáků klatovských: O. Čermák-distributor, 1912)
- Jak národ český ostříhal dědictví Husova (přednes. ve shromážd. konan. na výroč. upálení Mistra Jana Husi, péčí vzděl. odboru Sokola ve Valaš. Meziříčí dne 6. července 1911, Valašské Meziříčí, Polit. pokrok. spol., 1912)
- Padesát let Měšťanské Besedy klatovské (1863-1913) (Klatovy, Měšťanská Beseda, 1913)
- Dějiny někdejšího král. města Klatov (Klatovy, Město Klatovy, 1927-1936)
- Arnošt Denis (V Praze, Spolek výtvarných umělců Mánes, 1923)
- Přehledné dějiny města Klatov (podle Jindř. Vančury a jiných pramenů zveršoval František Švec, v Klatovech, František Švec, 1937)

### Překlady (jen první vydání)
- Konec samostatnosti české (napsal Arnošt Denis, v Praze, Bursík & Kohout, 1893)
- Čechy po Bílé Hoře (napsal Arnošt Denis, přeložil a poznámkami opatřil Jindřich Vančura, Praha, 1904[p 3]) Dostupné online
- Otázka rakouská; Slováci (spisy z doby války světové, napsal Arnošt Denis, V Praze, F. Šimáček, 1919)
- Čechy po Bílé hoře. díl 2., kn. 1, Probuzení, kn. 2., Revoluce a reakce, kn. 3, K federalismu (Autor Arnošt Denis, Praha, Šolc a Šimáček, 1920)
- Články a úvahy z La Nation Tchéque. Řada I. (autor A. Denis, v Praze, Šolc a Šimáček, 1920)
- Čechy po Bílé hoře. díl 1., kn. 1, Vítězství církve, kn. 2, Absolutism katolický, kn. 3., Osvícený despotism (Autor: Arnošt Denis, Praha, Šolc a Šimáček, 1921)[p 4]
- Denisova čítanka (Ze spisů a článků Denisových vybral a přel. Jindřich Vančura, Praha, Šolc a Šimáček, 1921)
- Válka (Příčiny bezprostřední a vzdálené – Otrávení národa – Smlouva) (Autor E. Denis, Praha, Šolc a Šimáček, 1932)

### Pseudonym
- J. V. Řehnický (v letech 1896-1916 v Českém časopisu historickém a v Naše doba (zakladatel a redaktor TGM).

## Posmrtné pocty
- Ulice Vančurova je v Chýnově, odkud pocházela jeho žena. Jindřich Vančura zde v létě pobýval ve svém domě.[11]
- Pamětní deska je umístěna v Praze 5, Holečkově ulici 22.[12]
- Pamětní deska je též v Klatovech, na budově muzea.[13]

## Galerie

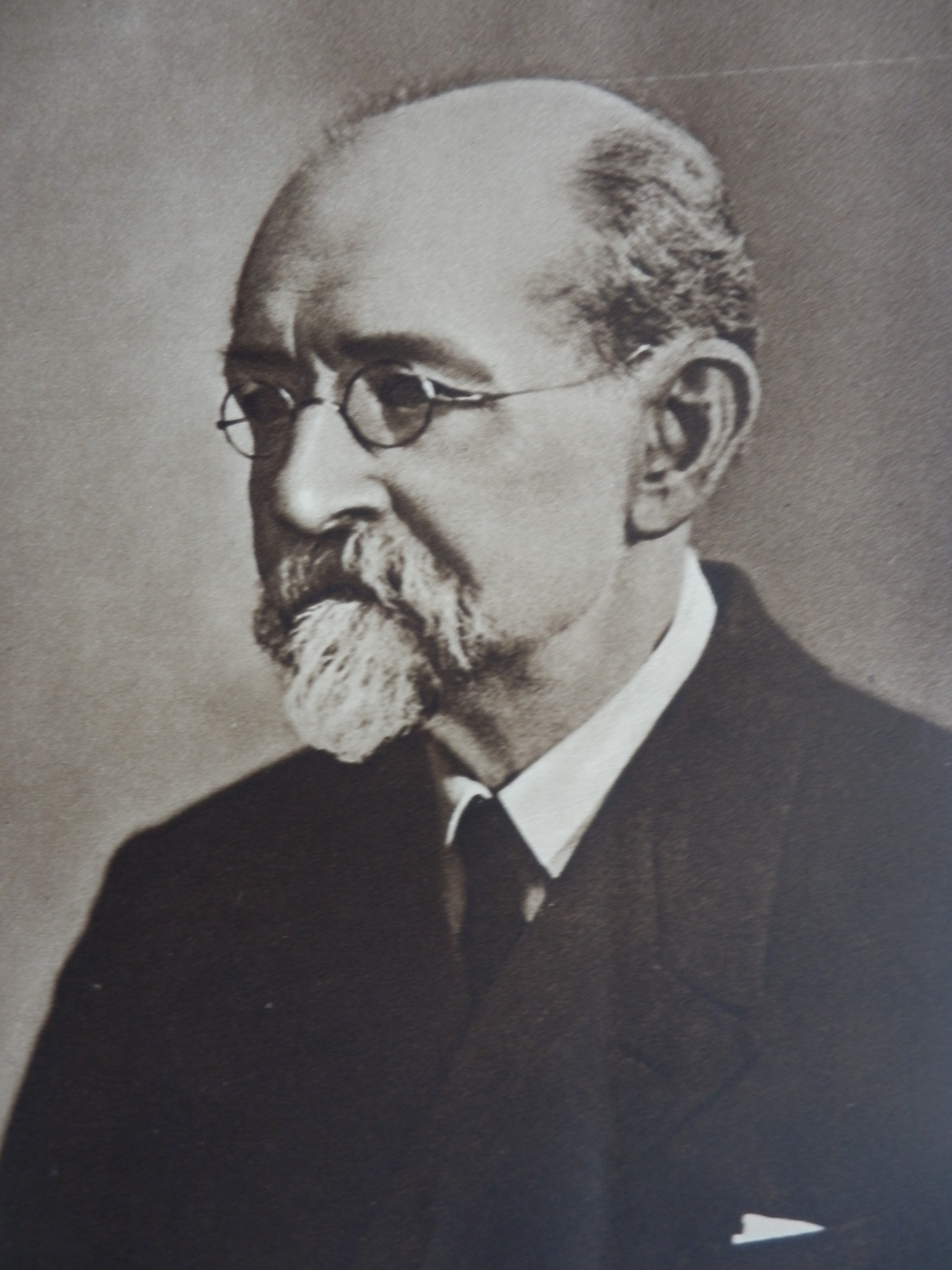
Jindřich Vančura, před rokem 1930